# 替达西汀
替达西汀（INN：tedatioxetine；开发代号：Lu AA24530）是灵北制药的科学家发现的一种实验性抗抑郁药；2007年，灵北和武田制药建立了合作伙伴关系，合作开发了包括替达西汀和伏硫西汀等药物，其中后者是一种更先进的候选药物，也是重点开发对象。
据报道，替达西汀可作为三重再摄取抑制剂（血清素 > 去甲肾上腺素 > 多巴胺）和5-HT2A、5-HT2C、5-HT3和肾上腺素受体α1A拮抗剂。
截至2009年，该药物正处于重度抑郁症的II期临床试验中，但此后就没有任何更新。截至2013年8月，该药物已不再显示在灵北的产品线中。
2016年5月10日，所有有关替达西汀的工作停止。
一项中国的专利显示，也有其它公司对这种化合物感兴趣。